# Dorcadion menradi
Dorcadion menradi är en skalbaggsart som beskrevs av Holzschuh 1989. Dorcadion menradi ingår i släktet Dorcadion och familjen långhorningar. Inga underarter finns listade i Catalogue of Life.